# Hannah Kearney
Hannah Kearney (n. 26 februarie 1986, Norwich⁠(d), Vermont, SUA) este o sportivă ce a reprezentat Statele Unite ale Americii, medaliată olimpică. A participat la 3 ediții ale Jocurilor Olimpice (2006, 2010, 2014) în care a câștigat o medalie de aur și o medalie de bronz.